# Castello di Poira
Il castello di Poira, meglio noto come castello della Baronessa di Poira è un antico edificio, oggi in rovina, situato nel territorio di Paternò, in provincia di Catania.

## Storia e descrizione
L'antico castello sorge in contrada Poira, nella strada che conduce da Paternò a Centuripe. Fu probabilmente edificato in età medievale sui resti di antico centro abitato dai Siculi. L'imponente complesso edilizio costituito da quattro grandi corpi di fabbrica con funzione abitativa, di magazzino, di riparo per gli animali e religiosa, fu sede di una masseria fino alla fine del XX secolo.
In età moderna il castello fu residenza dei baroni Spitaleri di Adernò, proprietari del feudo di Poira. Qui alla fine dell'Ottocento si verificò il "sequestro Spitaleri" ad opera della Banda Maurina, un gruppo di briganti attivo nelle campagne del Catanese e del Messinese. I membri della banda assaltarono il castello del barone Spitaleri, per la cui incolumità la banda chiese ed ottenne 50.000 lire. I briganti fecero comunque irruzione nel castello depredandolo, per poi fuggire.
Sulla collina di Poira, nel 1995, la Sopraintendenza ai beni culturali di Catania ha portato alla luce una necropoli greca con tombe del VI e V secolo a.C., contenenti all'interno vasellami di vario stile. Poco lontana la "grotta degli Schiavi", probabilmente un Ergastulum romano, dove, al termine del lavoro, venivano posti gli schiavi e incatenato chi si ribellava ai lavori imposti.
Dell'antico edificio oggi rimangono alcuni resti. Si possono ancora vedere tracce della doppia cinta muraria, le feritoie, le finestre strombate, l'enorme cisterna, la cappella e una stanza con i camini. Il sito è stato abbandonato e saccheggiato negli ultimi decenni.